# Joan Lino Martínez
Joan Lino Martínez (* 17. Januar 1978 in Havanna) ist ein spanischer Weitspringer kubanischer Herkunft.
Der panamerikanische Juniorenmeister von 1997 bemühte sich seit Anfang der 2000er Jahre, die spanische Staatsangehörigkeit zu erwerben, konnte aber erst 2004 für sein neues Land starten. Bei den Olympischen Spielen 2004 gewann er mit seiner persönlichen Bestleistung von 8,32 m die Bronzemedaille hinter den beiden US-Amerikanern Dwight Phillips und John Moffitt.
Im Jahr darauf gelang es ihm, bei den Leichtathletik-Halleneuropameisterschaften mit 8,37 m seine Freiluftmarke zu übertreffen und den Titel zu gewinnen. Bei den Leichtathletik-Weltmeisterschaften 2005 in Helsinki wurde er Vierter mit nur einem Zentimeter Rückstand auf den Bronzerang; dies war jedoch sein bislang letzter internationaler Erfolg.